# Aeroporto de São Gabriel do Oeste
O Aeroporto de São Gabriel do Oeste serve a localidade de São Gabriel do Oeste em Mato Grosso do Sul.
O aeroporto é movimentado principalmente por aeronaves agrícolas e particulares. Atualmente varias empresas operam no aeroporto: Serrana Aviação Agrícola, Serrama Manutenção de Aeronaves e Serrana Hélices e Governadores; Algumas das aeronaves que operam no aeroporto são: modelos Air Tractor (turbo-hélices e radiais), Embraer Ipanema e outros modelos de pequeno porte para uso geral como Cessna, Piper., Beech, etc O bimotor turbo-hélice Beechcraft king air 350, o monomotor Pilatus PC-12NG e o Embraer Caraja já passarram pelo aeroporto em várias ocasiões.

## Características
- Operadora: Aviadores SGO Group
- Endereço: Estrada Reta Velha (A cerca de 2,5 km do centro da cidade)
- Cidade: São Gabriel do Oeste
- Estado: Mato Grosso do Sul
- Código IATA: SGO
- Código ICAO: SSGO
- Latitude: 19º 25’ 45’’ s
- Longitude: 54° 35’ 12’’ w
- Homologada VFR Noturno
- Grupo de Luzes: L26, (2x) L12, e L14
- Resistência do Piso: 5000KG/0.5mp
- Companhias aéreas: não
- Comprimento da pista (m): 1195
- Largura da PISTA (m): 23
- Altitude: 2191 pés
- Piso: GRVL/ TER
- Sinalização: Balizada LIGAR NO (67) 99964-6855 tratar com Caio Balzan
- Superfície: Cascalho